# Belaja (přítok Penžiny)
Belaja (rusky Белая) nad ústím řeky Essovejem nazývaná Palmatkina (rusky Пальматкина) je řeka v Kamčatském kraji v Rusku. Je dlouhá 304 km. Plocha povodí měří 13 800 km².

## Průběh toku
Pramení na Korjacké vrchovině a teče přes Parapolskou dolinu podél Penžinského hřbetu, který protíná nedaleko ústí. Vlévá se zleva do Penžiny (povodí Ochotského moře).

## Vodní režim
Zdrojem vody jsou sněhové a dešťové srážky.